# Drake's
Drake's er en britisk producent af herretøj, der blev grundlagt i 1977 af Michael Drake. Fabrikken ligger i East London og producerer herreskjorter, accessories og de er særlig kendt for slips.

## Historie
Drake’s blev grundlagt i 1977 af Michael Drake. Virksomhedens oprindelige kollektion bestod af halstørklæder til mænd. Drake’s gik videre til at fremstille håndlavede slips og lommetørklæder.
I 2010, da Drake og Michael Hill gik på pension, blev den firmaets hoveddesigner Mark Cho, der også er medgrundlægger af The Armoury i Hong Kong den nye ejer.

## Samarbejde
Drake's har ofte arbejdet sammen med Fred Perry, Adam Dant, Nackymade Glasses, Private white, og Royal College of Arts

## Butikker
Den 20. maj 2011 åbnede Drake's en forretning på Clifford Street i London. Gaden er egentlig kendt for kunst- og antikvitetsforretninger og gallerier, og den ligger mellem Savile Row og Bond Street. Interiøret består af lænestole med Harris Tweed, og trægulve og kabinetter fra Natural History Museum.
I april 2013 flyttede virksomheden sin produktion af slips til Haberdasher Street i London.
I juli 2013 erhvervede Drake's skjortefabrikanten Rayner and Sturges i Chard, Somerset.

## Hæder
Drake's har vundet adskillige priser, heriblandt Queen's Award for Export and the UK Fashion Export Gold Award.